# Alunissagem
Um pouso na Lua ou alunissagem é a chegada de uma espaçonave na superfície lunar. Isso inclui missões tripuladas e robóticas. O primeiro objeto de fabricação humana a tocar a Lua foi o Luna 2 da União Soviética, em 13 de setembro de 1959.
A Apollo 11 dos Estados Unidos foi a primeira missão tripulada a pousar na Lua, em 20 de julho de 1969. Houve seis pousos tripulados na Lua entre 1969 e 1972, além de vários pousos não tripulados entre 22 de agosto de 1976 e 14 de dezembro de 2013.
Os Estados Unidos são o único país que realizou com sucesso missões tripuladas à Lua, com a última partindo da superfície lunar em dezembro de 1972. Todos os pousos suaves ocorreram no lado próximo da Lua até 3 de janeiro de 2019, quando a espaçonave chinesa Chang'e 4 fez o primeiro pouso no lado escuro da Lua.

## Missões lunares

### Não tripuladas

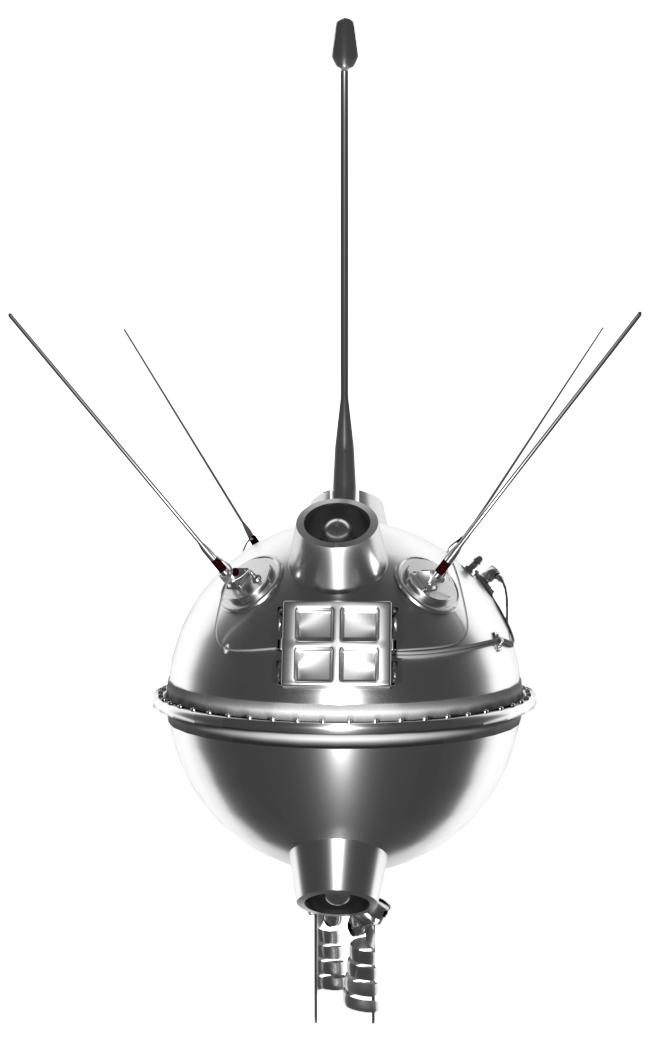
Luna 2, a primeira nave espacial a alcançar a superfície lunar e o primeiro objeto feito pelo homem a atingir outro corpo celeste.

Após a tentativa malsucedida do Luna 1 de pousar na Lua em 1959, a União Soviética realizou o primeiro pouso "duro" na Lua - o que significa que a espaçonave colidiu intencionalmente com a Lua - mais tarde naquele mesmo ano com a espaçonave Luna 2, uma façanha que EUA fez em 1962 com o Ranger 4. Desde então, doze espaçonaves soviéticas e estadunidenses usaram foguetes de frenagem (retrofoguetes) para fazer pousos suaves e realizar operações científicas na superfície lunar, entre 1966 e 1976. Em 1966, a União Soviética realizou os primeiros pousos suaves e tirou as primeiras fotos da superfície lunar durante as missões Luna 9 e Luna 13. Os Estados Unidos seguiram com cinco pousos suaves durante o Programa Surveyor.
A União Soviética conseguiu o primeiro retorno de amostra de solo lunar com a sonda Luna 16 em 24 de setembro de 1970. Isso foi seguido por Luna 20 e Luna 24 em 1972 e 1976, respectivamente. Após a falha no lançamento em 1969 do primeiro Lunokhod, Luna E-8 No.201, o Luna 17 e o Luna 21 foram bem-sucedidas em missões lunares não tripuladas em 1970 e 1973.
Muitas missões falharam no lançamento. Além disso, várias missões não tripuladas alcançaram a superfície lunar, mas não tiveram sucesso: Luna 15, Luna 18 e Luna 23, todas caíram durante pouso; enquanto o estadunidense Surveyor 4 perdeu todo o contato de rádio momentos antes de pousar.
Mais recentemente, outras nações colidiram espaçonaves na superfície da Lua a velocidades de cerca de 8 mil km/h, geralmente em locais planejados e precisos. Geralmente são orbitadores lunares em fim de vida que, devido às degradações do sistema, não podem mais superar as perturbações das concentrações de massa lunar ("masscons") para manter sua órbita. O orbitador lunar Hiten do Japão impactou a superfície da Lua em 10 de abril de 1993. A Agência Espacial Europeia realizou um impacto de colisão controlada com seu orbitador SMART-1 em 3 de setembro de 2006.
A Organização Indiana de Pesquisa Espacial (ISRO) realizou uma de colisão controlada da sonda Moon Impact Probe (MIP) em 14 de novembro de 2008. A MIP foi uma sonda ejetada do orbitador lunar indiano Chandrayaan-1 e realizou experimentos de sensoriamento remoto durante sua descida à superfície lunar.

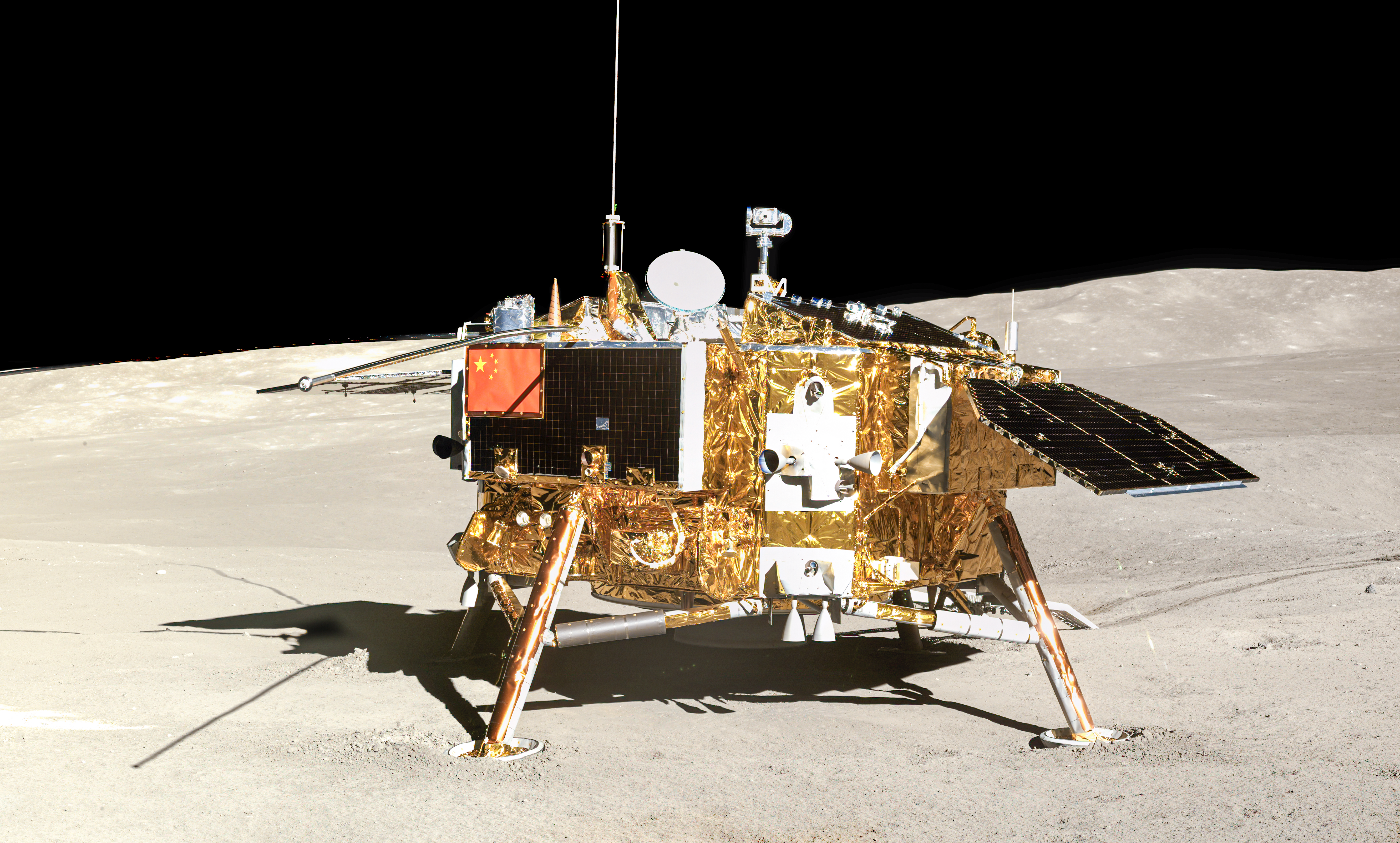
Em 2019, a chinesa Chang'e 4 foi a primeira sonda a pousar no lado oculto da Lua.

O orbitador lunar chinês Chang'e 1 executou uma queda controlada na superfície lunar em 1 de março de 2009. A missão do rover Chang'e 3 pousou suavemente em 14 de dezembro de 2013, assim como sua sucessora, a Chang'e 4, em 3 de janeiro de 2019, a primeira sonda a pousar no lado oculto da Lua.
Em 22 de fevereiro de 2019, a agência espacial privada israelense SpaceIL lançou a espaçonave Beresheet a bordo de um Falcon 9 do Cabo Canaveral, Flórida, com a intenção de fazer um pouso suave. A SpaceIL perdeu contato com a espaçonave e bateu na superfície em 11 de abril de 2019.
A Organização Indiana de Pesquisa Espacial lançou o Chandrayaan-2 em 22 de julho de 2019 com pouso agendado para 6 de setembro de 2019. No entanto, a uma altitude de 2,1 km da Lua alguns minutos antes do pouso suave, o módulo de pouso perdeu contato com a sala de controle.

### Tripuladas

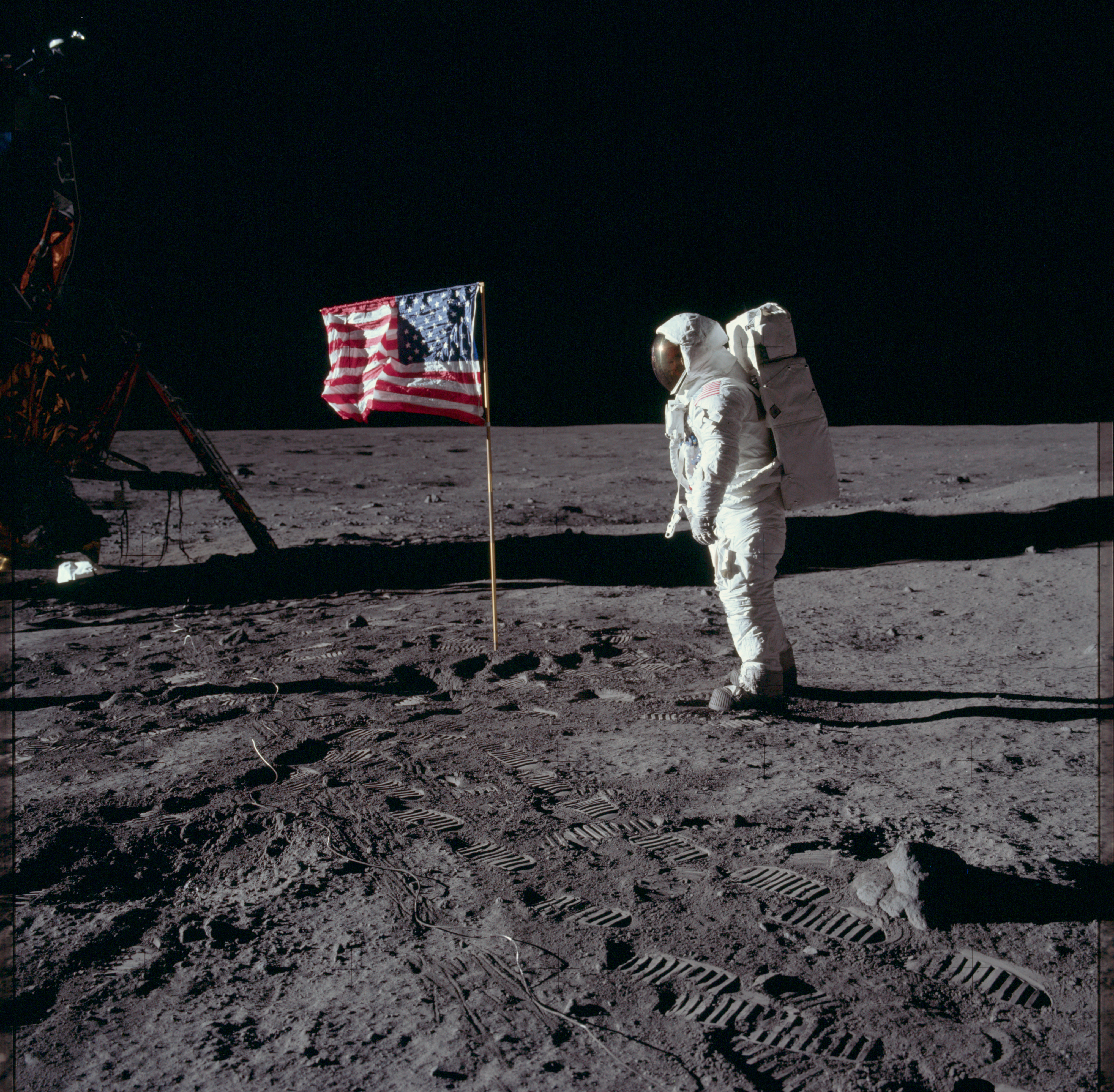
O astronauta Buzz Aldrin, piloto do Módulo Lunar da primeira missão de pouso lunar, posa para uma fotografia ao lado da bandeira dos Estados Unidos durante uma atividade extraveicular da Apollo 11 (EVA) na superfície lunar.

No total, vinte e quatro astronautas estadunidenses viajaram para a Lua. Três deles fizeram a viagem duas vezes e doze caminharam em sua superfície. A Apollo 8 era uma missão apenas em órbita lunar, assim como a Apollo 10, enquanto a Apollo 13, originalmente programada como um pouso, acabou como um sobrevoo lunar, por meio de trajetória de retorno livre; portanto, nenhuma dessas missões fez pousos. A Apollo 7 e a Apollo 9 eram missões apenas em órbita da Terra. Além dos perigos inerentes às expedições lunares tripuladas, como visto com a Apollo 13, uma razão para o fim do Programa Apollo, de acordo com o astronauta Alan Bean, foi o custo extraordinário que impõe em subsídios do governo.
| Nome da missão | Módulo lunar | Data de pouso lunar    | Data de decolagem lunar | Local de pouso lunar      | Duração na superfície lunar (DD: HH: MM) | Equipe técnica                         | Número de EVAs | Tempo total de EVAs (HH: MM) |
| -------------- | ------------ | ---------------------- | ----------------------- | ------------------------- | ---------------------------------------- | -------------------------------------- | -------------- | ---------------------------- |
| Apollo 11      | Águia        | 20 de julho de 1969    | 21 de julho de 1969     | Mar de Tranquilidade      | 0:21:31                                  | Neil Armstrong, Edwin "Buzz" Aldrin    | 1              | 02:31                        |
| Apollo 12      | Intrépido    | 19 de novembro de 1969 | 21 de novembro de 1969  | Oceano de Tempestades     | 1:07:31                                  | Charles "Pete" Conrad, Alan Bean       | 2              | 7h45                         |
| Apollo 14      | Antares      | 5 de fevereiro de 1971 | 6 de fevereiro de 1971  | Fra Mauro                 | 1:09:30                                  | Alan B. Shepard, Edgar Mitchell        | 2              | 9:21                         |
| Apollo 15      | Falcão       | 30 de julho de 1971    | 2 de agosto de 1971     | Hadley Rille              | 2:18:55                                  | David Scott, James Irwin               | 3              | 18h33                        |
| Apollo 16      | Orion        | 21 de abril de 1972    | 24 de abril de 1972     | Terras Altas de Descartes | 2:23:02                                  | John Young, Charles Duke               | 3              | 20:14                        |
| Apollo 17      | Desafiador   | 11 de dezembro de 1972 | 14 de dezembro de 1972  | Taurus – Littrow          | 3:02:59                                  | Eugene Cernan, Harrison "Jack" Schmitt | 3              | 22:04                        |